# Hermann Rothert

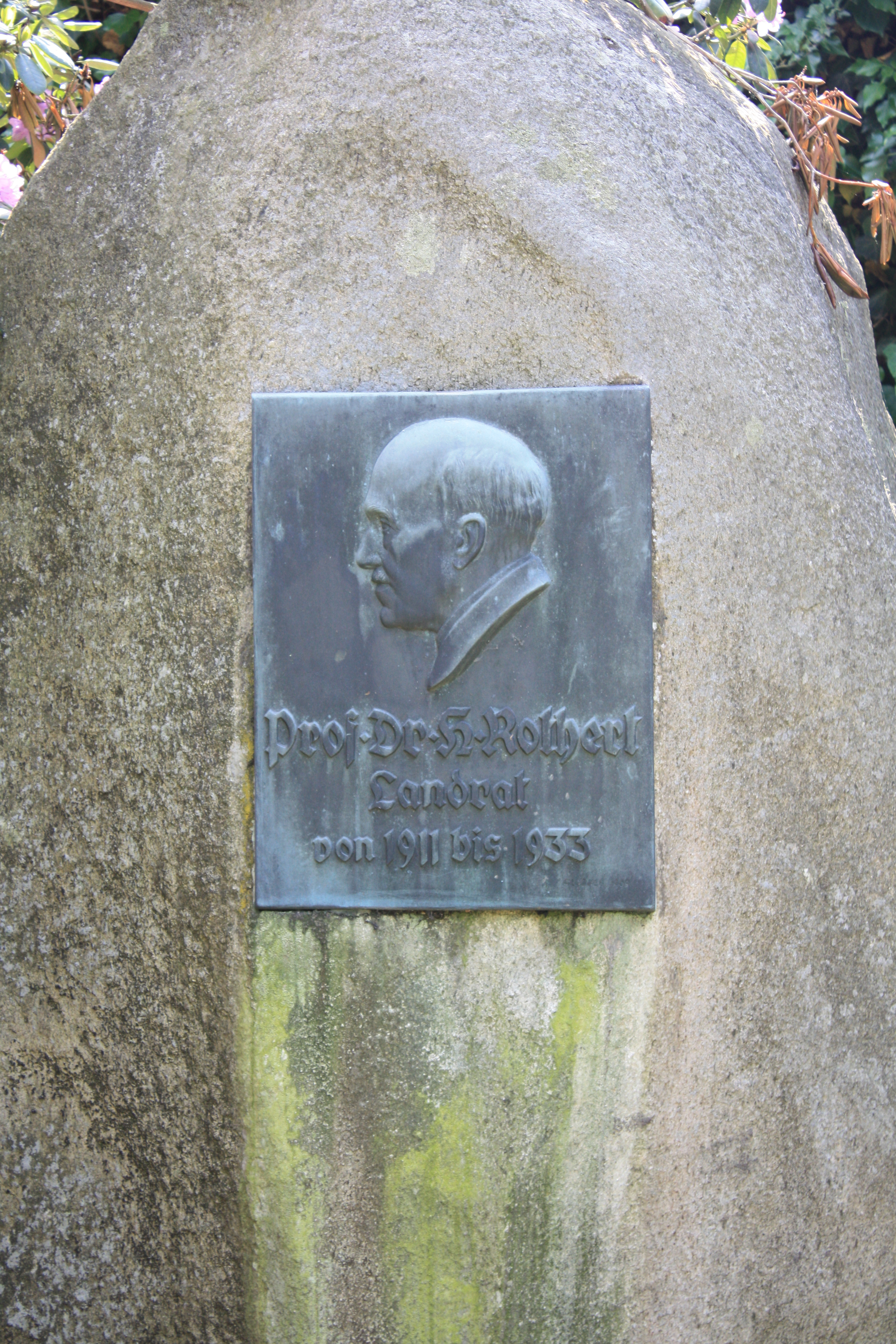
Stein mit von Karl Allöder geschaffener Rothert-Gedenktafel am Kloster Bersenbrück

Hermann Rothert (* 20. Juni 1875 in Lippstadt; † 31. Januar 1962 in 
Münster) war ein deutscher Verwaltungsjurist, Politiker und Historiker. Zu seinen bedeutenden Werken gehören die Westfälische Geschichte und die Geschichte der Stadt Osnabrück im Mittelalter.

## Leben
Als Sohn von Hugo Rothert wuchs Hermann Rothert in Lemgo und Soest auf. Er wollte Geschichte studieren, nahm jedoch auf Wunsch seines Vaters an der Friedrichs-Universität Halle ein Studium der Rechtswissenschaft und der Staatswissenschaften auf. 1895 wurde er im väterlichen Corps Normannia-Halle aktiv. Als Inaktiver wechselte er an die Ludwig-Maximilians-Universität München und die Philipps-Universität Marburg. Er bestand 1901 die Assessorprüfung und wurde in Marburg zum Dr. iur. promoviert.
Von 1903 bis 1907 war er Regierungsassessor in Johannisburg (Ostpreußen), Glogau (Schlesien) und Marienwerder (Westpreußen), wo er seine Frau Gertrud heiratete. 1911 wurde er zum Landrat des Kreises Bersenbrück (Hannover) ernannt, mit dessen Geschichte er sich intensiv beschäftigte. Von 1916 bis 1919 vertrat er den Wahlbezirk Bersenbrück im Provinziallandtag der Provinz Hannover. 1924 gründete er das Kreismuseum Bersenbrück. Er förderte den Maler Franz Hecker. 1932 berief ihn die Historische Kommission für Westfalen zum ordentlichen Mitglied; 1955 erhielt er die Ehrenmitgliedschaft.
1933 ließ er sich in das preußische Landwirtschaftsministerium versetzen, in dem er als Ministerialrat tätig war. Ab Herbst 1933 war er bei der Regierung in Münster und beim Oberpräsidium der Provinz Westfalen tätig. 1938 trat er in den vorzeitigen Ruhestand.
In der Nachkriegszeit übernahm er 1945 für drei Monate beim Oberpräsidium in Münster das Dezernat für Kunst und Wissenschaft. Er war für die Unterbringung von Flüchtlingen und Vertriebenen zuständig. Am 31. August 1945 schied er endgültig aus der Verwaltung aus.
Am 26. Oktober 1946 zum Honorarprofessor an der Westfälischen Wilhelms-Universität ernannt, hielt er bis 1952 Vorlesungen über die Geschichte Westfalens und der Hanse.

## Ehrungen
1926 wurde eine Siedlung in Vintermoor, wo Hermann Rothert einen Musterbetrieb des Kreises Bersenbrück für Hochmoorwirtschaft hatte anlegen lassen, als neue selbstständige Gemeinde Rothertshausen genannt. 1945 verlieh ihm die Stadt Osnabrück die Justus-Möser-Medaille. Seine Heimatstadt Lippstadt ehrte ihn, indem sie eine Straße in Rothertstraße benannte. Auch die Städte Gütersloh und Bersenbrück sowie die Gemeinde Neuenkirchen bei Bramsche haben eine Hermann-Rothert-Straße; ein Sitzungssaal im Rathaus der Samtgemeinde Bersenbrück ist ebenfalls nach ihm benannt. Der Kreisheimatbund Bersenbrück e. V. ernannte ihn zum Ehrenmitglied.

## Veröffentlichungen (Auswahl)
- Haus Sögeln. Aus der Vergangenheit eines Osnabrück’schen Edelsitzes, Bersenbrück 1921.
- Aus der Vergangenheit des Osnabrücker Landes, Quakenbrück 1921.
- Die Besiedelung des Kreises Bersenbrück, Quakenbrück 1924.
- Die Mittelalterlichen Lehnbücher der Bischöfe von Osnabrück, Osnabrück 1932.
- Geschichte der Stadt Osnabrück im Mittelalter, zweiteilig, Osnabrück 1937/1938.
- Friedrichsdorf – eine Siedlung des späten 18. Jahrhunderts, Gütersloh 1939.
- Westfälische Geschichte, 3 Bände, Gütersloh 1949–1951 (mehrere Nachdrucke, etwa Münster 1986).
  - Band 1: Das Mittelalter. 1949.
  - Band 2: Das Zeitalter der Glaubenskämpfe. 1950.
  - Band 3: Absolutismus und Aufklärung. 1951.
- Vaterland und Welt muss auf ihn wirken: Goethe in Westfalen, Münster 1949.
- Heimatbuch des Kreises Bersenbrück, Quakenbrück, 2. Auflage 1949.
- mit August Schröder: Die Geschichte und Entstehung des Kreises Bersenbrück, Bersenbrück 1951.
- Das älteste Bürgerbuch der Stadt Soest: 1302–1449, Münster 1958.
- Bramsche – die Stadt der Tuche, Leinen und Tapeten, Bramsche 1959.
- Das tausendjährige Reich der Wiedertäufer zu Münster 1534–1535, Münster 1947.
- Quakenbrück im Dreißigjährigen Kriege, Quakenbrück 1998 (Neuauflage)